# دارکوب خالدار بزرگ
دارکوب خالدار بزرگ (یا دارکوب بزرگ) (نام علمی: Dendrocopos major) یک دارکوب است که در خانواده دارکوبان قرار دارد. این گونه در سراسر اروپا و شمال آسیا دارای پراکندگی می‌باشد که در مناطق سرد به ندرت دیده می‌شود. همچنین این دارکوب توسط اتحادیه بین‌المللی حفاظت از طبیعت به عنوان یک گونه بدون تهدید در نظر گرفته شده که پراکندگی گسترده‌ای داشته و یک گونه عمومی و رایج به حساب می‌آید.

## نگارخانه

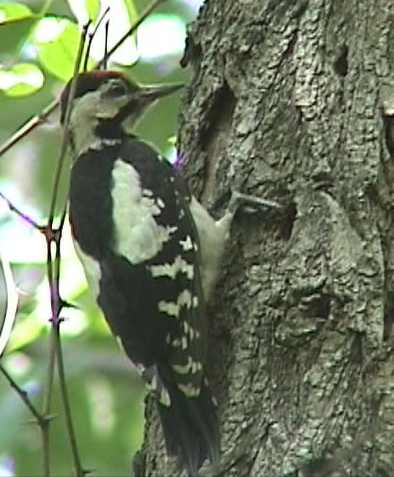
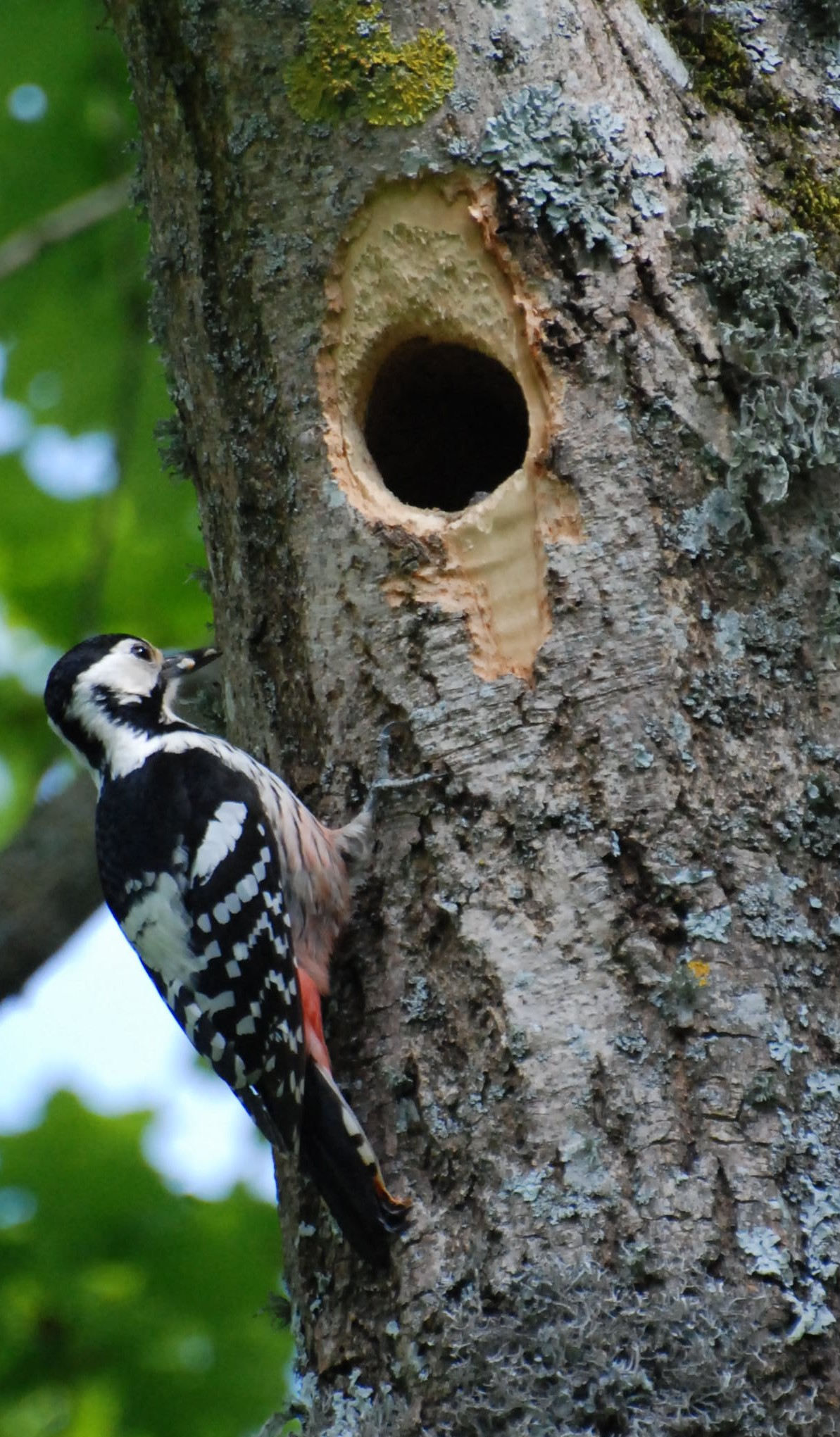
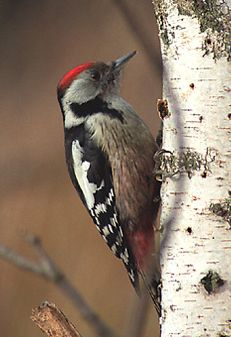
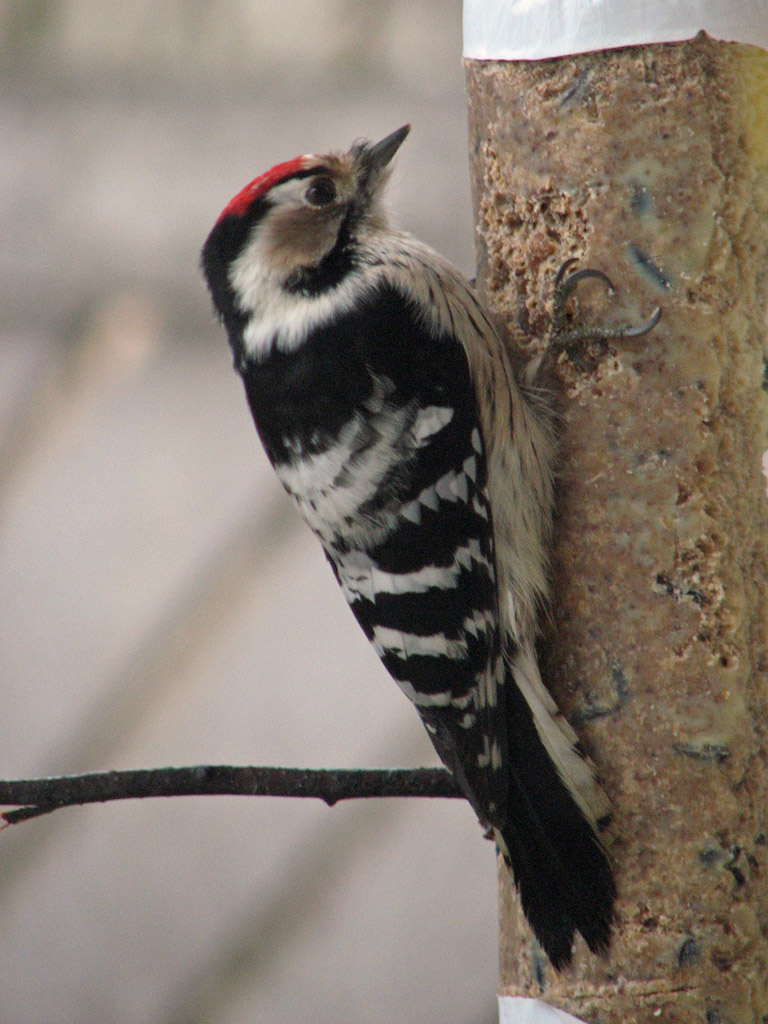
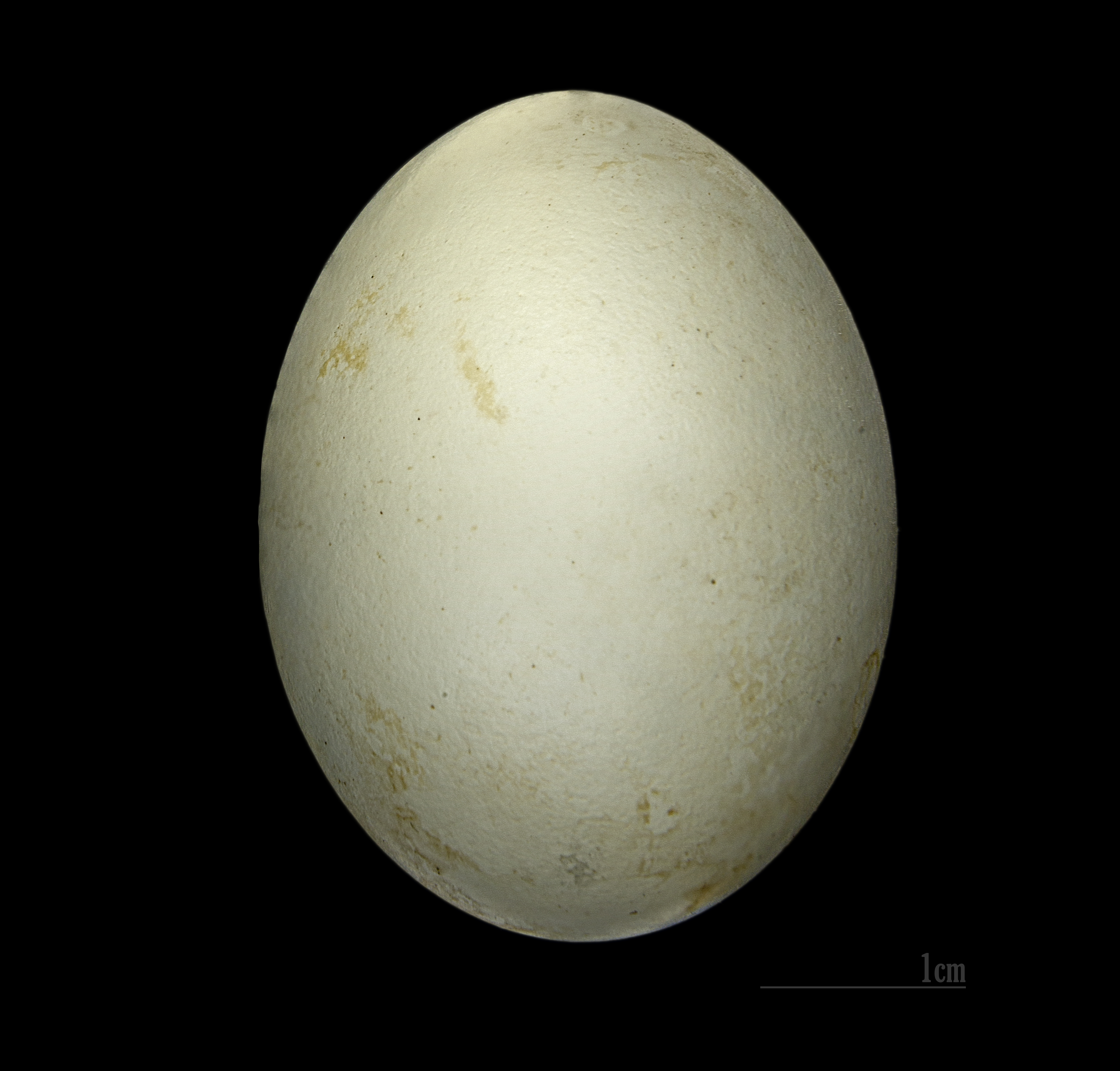